# Ubalá
Ubalá là một khu tự quản thuộc tỉnh Cundinamarca, Colombia. Thủ phủ của khu tự quản Ubalá đóng tại Ubalá Khu tự quản Ubalá có diện tích ki lô mét vuông. Đến thời điểm ngày 28 tháng 5 năm 2005, khu tự quản Ubalá có dân số 11875 người.